# Peter Seewald
Peter Seewald (10 de julio de 1954, Bochum, Alemania Occidental) es un periodista y escritor alemán, biógrafo de Joseph Ratzinger, antes y después de que fuera elegido papa Benedicto XVI.

## Biografía
Peter Seewald creció en Passau, Baja Baviera, en el seno de una familia católica. Tuvo al principio de su vida una estrecha vinculación con la religión; de hecho fue acólito en su ciudad natal.  Bastante pronto desarrolló las actitudes críticas propias de su generación en relación con los movimientos revolucionarios estudiantiles de 1968 y en esa época se convirtió en un seguidor del marxismo, llegando en 1973 a abandonar todo contacto con la Iglesia Católica.  En 1976 fundó en Passau, un semanario radical de ideología izquierdista que se cerró dos años más tarde.
Seewald fue director del "Der Spiegel" desde 1981 hasta 1987, y de 1987 a 1990 trabajó como reportero para el "Stern". Luego se trasladó a la revista del diario "Süddeutsche Zeitung", puesto que dejó en 1993. Desde entonces es periodista independiente.  
Después de abandonar la Iglesia católica continuó tratando todo tipo de asuntos, incluidos los religiosos.  A raíz de una entrevista en 1996, concedida por entonces cardenal Joseph Ratzinger, escribió un libro titulado La sal de la Tierra, que publicó en unión del entrevistado y que lo retrataba fuera de los estereotipos que a menudo se le aplicaban entonces ("Panzer cardenal", "Gran Inquisidor"). Esta entrevista a Joseph Ratzinger fue también ocasión de su retorno público al seno de la Iglesia Católica.
El autor ha dedicado en los últimos tiempos una atención preferente a los asuntos de índole religiosa. Entre sus últimos trabajos está "Con Dios el mundo es otro", que publicó, junto con Joseph Ratzinger. Ambas publicaciones conjuntas se han traducido a menudo en libros que han estado en las listas de los más vendidos. Seewald tiene una buena relación, estrecha, con Ratzinger, a quien describió como responsable en parte de su reconversión. Después de su elección como Papa, Seewal ha escrito dos semblanzas de él.
En el verano de 2010, Seewald mantuvo durante varios días en Castel Gandolfo, una larga entrevista con el Papa Benedicto XVI, lo que ha dado lugar a un tercer libro aparecido a finales de noviembre de 2010 bajo el título "Luz del Mundo". En este libro se recogen las manifestaciones del Papa en relación con el uso del preservativo que han sido objeto de tanta atención por los medios en los últimos meses.
Peter Seewald está casado y tiene dos hijos. Actualmente vive en Munich.

## Obras
- 1996: Joseph Ratzinger: Salz der Erde: Christentum und katholische Kirche im 21 Jahrhundert - Ein Gespräch mit Peter Seewald. DVA. ISBN 3421050465[1]
- 2000: Gott und die Welt - Glauben und Leben in unserer Zeit. DVA. ISBN 3421054282
- 2002: Die Schule der Mönche. Herder, Freiburg. ISBN 3451274612
- 2004: Als ich begann, wieder an Gott zu denken. Heyne. ISBN 3453878795
- 2005: Der deutsche Papst - Von Joseph Ratzinger zu Benedikt XVI. Verlagsgruppe Weltbild und Axel Springer AG. ISBN 3-89897-252-6
- 2005: Benedikt XVI. Ein Porträt aus der Nähe. Ullstein Verlag. ISBN 3550078331
- 2005: Gloria: Die Fürstin - Im Gespräch mit Peter Seewald. ISBN 9783453380004
- 2006: Benedikt XVI. Leben und Auftrag. Verlagsgruppe Weltbild. ISBN 389897474X
- 2009: Jesus Christus - die Biografie. Pattloch Verlag. ISBN 978-3-629-02192-2
- 2010: Licht der Welt, Interview mit Papst Benedikt XVI. Herder Verlag. ISBN 3-451-32537-3

### Ediciones en español
- Dios y el mundo : creer y vivir en nuestra época. Debolsillo. 2005. ISBN 978-84-9793-812-9.[2]
- Mi vuelta a Dios: Cuándo comencé a pensar de nuevo en Dios. Ediciones Palabra. 2007. ISBN 978-84-9840-083-0.
- Benedicto XVI. Una mirada cercana (2ª edición). Palabra. 2006. ISBN 9788498400076.[3]
- Benedicto XVI. Una vida para la Iglesia (2ª edición). Palabra. 2007. ISBN 9788498401202.
- La sal de la tierra: Quién es y cómo piensa Benedicto XVI (9ª edición). Palabra. 2009. ISBN 9788498406092.[4]
- Luz del mundo: el Papa, la Iglesia y los signos de los tiempos. Herder. 2010. ISBN 978-84-254-2756-5.[5]